# Yokosuka D4Y
Yokosuka D4Y Suisei (tiếng Nhật: 彗星, tuệ tinh, nghĩa là sao chổi) là kiểu máy bay ném bom bổ nhào hoạt động trên các tàu sân bay của Hải quân Đế quốc Nhật Bản. Tên mã của Đồng Minh cho kiểu này là "Judy". Nó được đưa ra để thay thế cho kiểu Aichi D3A vốn đã trở nên lạc hậu so với các kiểu đương thời, và hoạt động từ năm 1942 cho đến hết Thế Chiến II.

## Thiết kế và phát triển
Việc phát triển chiếc máy bay khởi sự từ năm 1938 tại Xưởng Kỹ thuật Không lực Hải quân Yokosuka, dựa trên hai chiếc máy bay ném bom bổ nhào Heinkel He 118 do Đức cung cấp. Chiếc nguyên mẫu D4Y1 bay lần đầu tiên vào tháng 12 năm 1940, cho thấy việc kết hợp tài tình tính năng bay cao và điều khiển dễ dàng. Sau khi thử nghiệm chiếc nguyên mẫu thành công, việc phát triển được tiếp tục nhưng nảy sinh sự cố. Trong khi thử nghiệm ném bom bổ nhào, cánh chiếc D4Y bắt đầu rung động, một khiếm khuyết chết người cho một kiểu khung máy bay dự định bổ nhào ném bom, nên những kiểu mẫu đầu tiên chỉ được dùng như máy bay trinh sát. Hai chiếc như vậy được gửi đến hạm đội vào giữa năm 1942 vào lúc Trận chiến Midway diễn ra, nhưng chỉ có một chiếc tham gia chiến đấu. Những vấn đề về cấu trúc sau cùng được giải quyết vào tháng 3 năm 1943, và tổng cộng có 2.038 chiếc được sản xuất, đa số bởi Aichi.

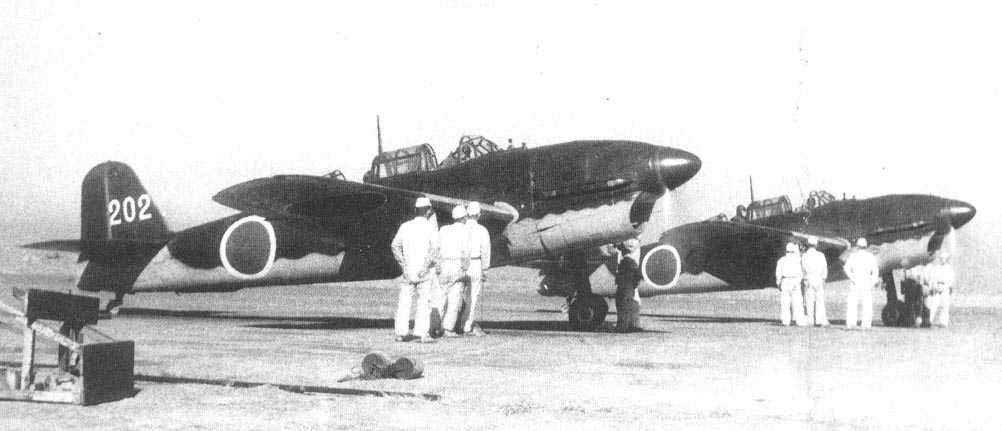
Yokosuka D4Y1 trước khi cất cánh

Những phiên bản đầu của D4Y rất khó duy trì hoạt động vì động cơ Atsuta V12 làm mát bằng nước rất kém tin cậy và khó bảo trì. Ngay từ đầu đã có nhiều ý kiến tranh luận rằng D4Y nên được gắn động cơ bố trí kiểu hình tròn làm mát bằng không khí, một lĩnh vực mà kỹ sư Nhật có nhiều kinh nghiệm và tin tưởng hơn. Ngay khi thời gian cho phép, nhóm thiết kế Aichi bắt đầu tìm kiếm một kiểu động cơ bố trí hình tròn, và đã chọn kiểu Mitsubishi MK8P Kinsei-62 14-xy lanh bố trí hình tròn thành hai hàng, cung cấp 1.560 mã lực (1.163 kW). Điều này đưa đến phiên bản Yokosuka D4Y3 Kiểu 33. Tuy nhiên, động cơ kiểu hình tròn lớn hơn che chắn tầm nhìn ra trước và nhìn xuống của phi công, ảnh hưởng đến hoạt động trên tàu sân bay.
Loạt máy bay ném bom bổ nhào D4Y có tốc độ rất nhanh so với loại máy bay này, và một số được biến cải thành máy bay tiêm kích bay đêm chống lại máy bay ném bom tầm cao B-29 Superfortress vào giai đoạn cuối chiến tranh. Tại Xưởng Không lực Hải quân số 11 ở Hiro, người Nhật dự định chế tạo kiểu máy bay tiêm kích bay đêm D4Y2-S: các thiết bị ném bom được tháo bỏ, thay bằng pháo 20 mm Loại 99 Kiểu 2 với nòng nghiêng lên trên gắn vào chỗ buồng xạ thủ - nhưng vì không có radar và tốc độ lên cao chậm làm cho nó không hiệu quả trong vai trò tiêm kích ban đêm.

## Tính chất kỹ thuật

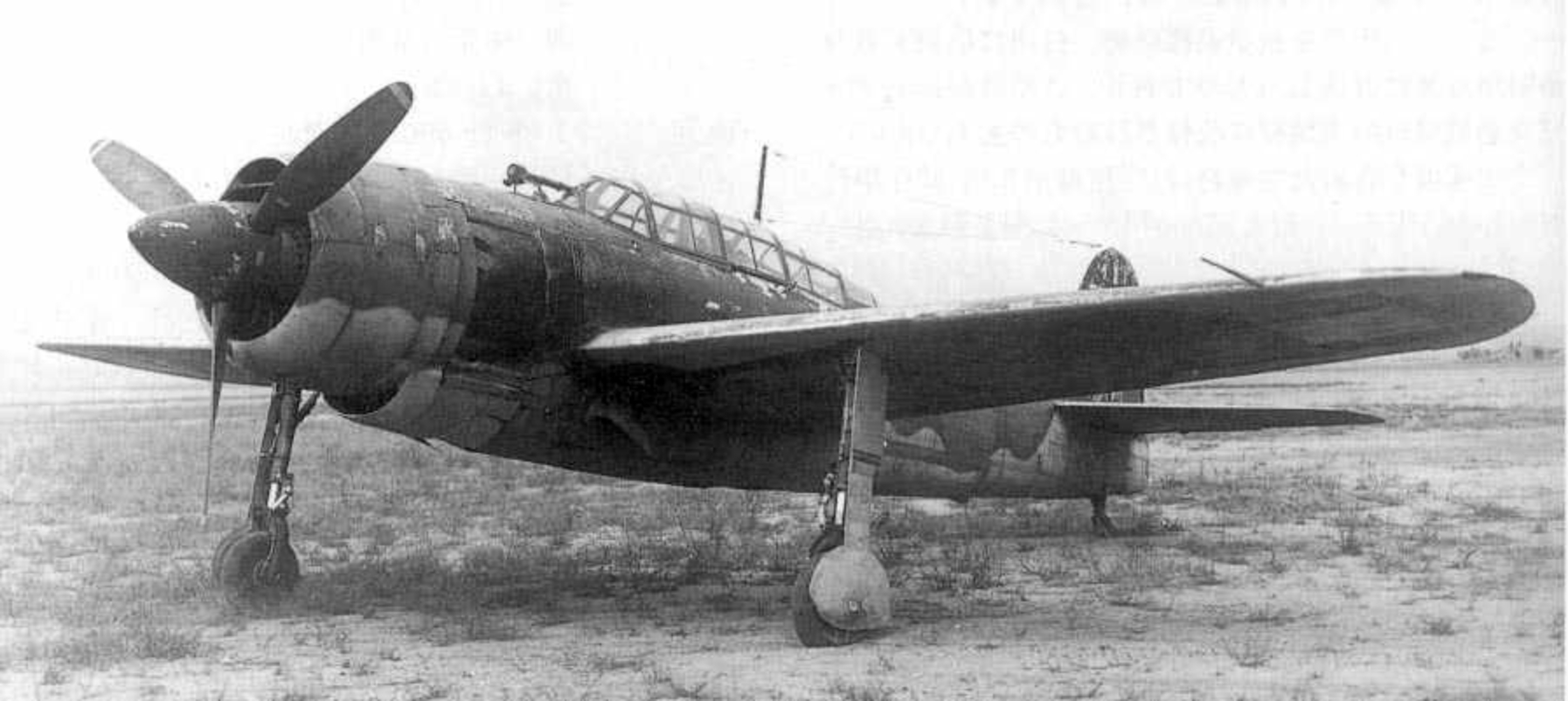
Yokosuka D4Y3 Kiểu 33 "Suisei" trên chiến trường

Chiếc máy bay này có thể hoạt động từ tàu sân bay, cũng như từ căn cứ đất liền nhờ tầm bay xa của nó. Đội bay gồm 2 người: phi công và hoa tiêu/điện báo viên/xạ thủ súng máy. Nó được làm toàn bằng kim loại, cánh gắn thấp, bộ càng đáp thu lại được, và mặc dù khung rất nhẹ cho vai trò máy bay ném bom bổ nhào nhưng cũng khá chắc chắn. Nó có dáng vẻ suôn, thanh nhã, trau chuốt, cho phép đạt tốc độ cao cả khi bay ngang lẫn bổ nhào. Các phanh bổ nhào được gắn trên cánh. Dù vậy, cấu trúc nhẹ khiến D4Y trở nên mong manh nhạy cảm trước những máy bay địch nào bắt kịp nó, dù chỉ có ít bắt kịp; vì nó nhanh hơn cả 100 km/h so với kiểu Mỹ tương đương, chiếc Curtiss SB2C Helldiver, và cũng nhanh hơn kiểu Fairey Barracuda của Anh. Trong thực tế, D4Y là máy bay ném bom bổ nhào nhanh nhất trong suốt cuộc chiến, và chỉ do sự chậm trễ trong phát triển khiến hoạt động của nó bị giới hạn; trong khi chiếc tiền nhiệm Aichi D3A, chắc chắn hơn nhưng cũng chậm hơn, tiếp tục được sử dụng trong nhiều năm, cũng giống như trường hợp chiếc tương đương SBD Dauntless của Mỹ.
D4Y bay được khá nhanh (nhanh hơn cả máy bay tiêm kích A6M-Zero) nên nó được sử dụng làm máy bay tiêm kích ban đêm, một điều chưa từng bao giờ thấy đối với một chiếc máy bay ném bom bổ nhào 1-động cơ. Bom được mang dưới cánh và trong một khoang bên trong thân, cũng là điều ít gặp ở máy bay 1-động cơ. Nó có thể mang một bom 500 kg, nhưng theo một số báo cáo, như trong vụ đánh chìm tàu sân bay USS Princeton, máy bay mang hai bom 250 kg. Chỉ có bom 30 kg được mang dưới cánh.
Máy bay được trang bị 2 súng máy 7,7 mm ở trước mũi và 1 súng máy 7,92 mm gắn sau với tốc độ bắn nhanh hơn, về sau được thay bằng súng 13 mm mạnh hơn. Lưu ý rằng Helldiver được trang bị mạnh hơn với 2 súng máy 20 mm hoặc 4 súng máy 12,7 mm hướng ra trước, trong khi Fairey Barracuda không có vũ khí hướng trước nào. Những súng máy này vẫn được duy trì cả trong phiên bản Kamikaze, có thể nhằm chống lại hệ thống phòng không trên tàu trong những giây bổ nhào sau cùng.
D4Y cho thấy khá mong manh, dễ bị cháy khi bắn trúng, vì vỏ giáp và thùng nhiên liệu tự hàn kín không được trang bị nhằm mục đích tăng tầm bay xa qua các vùng biển. Đây là một quyết định đầy rủi ro, và khi phía Mỹ đưa ra những máy bay tiêm kích hiện đại, radar phát hiện sớm và thông tin liên lạc vô tuyến, D4Y chịu nhiều tổn thất. Dù vậy, tốc độ và tầm bay xa của nó vẫn có giá trị và nó vẫn được sử dụng thành công trong vai trò máy bay cảm tử Kamikaze và máy bay trinh sát.
Động cơ được trang bị ban đầu là kiểu DB 600 của Đức, sau đó là kiểu nội địa Aichi Atsuta-12 1.200 mã lực, trong khi D4Y2 có động cơ Atsuta-32 1.400 mã lực. Bộ tản nhiệt đặt phía sau và bên dưới bộ cánh quạt 3-cánh như của P-40. Cuối cùng, D4Y3 có được kiểu động cơ Kinsei-62 bố trí hình tròn tin cậy và mạnh mẽ hơn với 1.530 mã lực. Lực cản nhiều hơn cũng không ngăn nó đạt được tốc độ tương đương và tính năng bay tốt hơn, tuy nhiên tầm nhìn bị hạn chế do đường kính mũi máy bay to hơn. Động cơ hình tròn được sử dụng rộng rãi trong máy bay hải quân (chủ yếu do độ tin cậy), và đây là một trong số ít kiểu được cải biến để gắn động cơ hình tròn cho dù thiết kế ban đầu gắn động cơ thẳng hàng.
Với động cơ hình tròn, tầm bay bị hạn chế do tiêu thụ nhiều nhiên liệu hơn, cũng như tốc độ bay đường trường cũng bị ảnh hưởng. Tuy nhiên nó cho phép trần bay cao hơn trên 10.000 m thay vì 9.400 m, và tốc độ lên cao nhanh hơn (3.000 m trong vòng 4,5 phút; thay vì 5 phút). Trong các chi tiết khác, nóc buồng lái bằng kính với tầm nhìn bao quát, bộ càng đáp có vệt bánh rộng, lực nâng của cánh khá nhẹ so với các kiểu máy bay tiêm kích. Hệ thống ngắm của hầu hết nếu không nói là tất cả D4Y đều là kiểu cũ dạng ống, chưa phải là loại phản chiếu.

## Lịch sử hoạt động

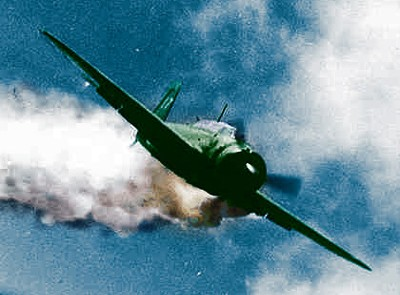
Chiếc D4Y3 do Trung úy Yoshinori Yamaguchi lái trong một phi vụ cảm tử Kamikaze đâm vào tàu sân bay USS Essex (CV-9), 12 giờ 56 phút, ngày 25 tháng 11 năm 1944. Các phanh bổ nhào đã giương ra, thùng nhiên liệu bên cánh trái tuôn khói dày đặc. Việc thiếu thùng nhiên liệu tự hàn kín làm cho D4Y dễ dàng bắt lửa sau khi trúng vài viên đạn cháy, nên một chiếc Suisei (sao chổi) thường tạo ra một đuôi lửa như tên gọi của nó. Con số "17" được thấy trên cánh đuôi.

Thiếu một lớp vỏ giáp và thùng nhiên liệu tự hàn kín, chiếc Suisei không phải là đối thủ tương xứng với những chiếc máy bay tiêm kích Đồng Minh. Tuy vậy, nó cũng gây được những thiệt hại đáng kể cho những tàu chiến, kể cả chiếc tàu sân bay USS Franklin suýt bị đánh chìm chỉ bởi một chiếc "D4Y".
Phiên bản cuối cùng của nó là chiếc D4Y4 Ném bom Tấn công Đặc biệt Kiểu 43. Phiên bản một chỗ ngồi kamikaze này có khả năng mang một quả bom 800 kg, được đưa vào sản xuất từ tháng 2 năm 1945. Nó được gắn thêm ba rocket hỗ trợ (booster) RATO để cất cánh từ đường băng ngắn cũng như gia tốc khi bổ nhào lần cuối. Đấy quả là một mẫu máy bay kamikaze lý tưởng: tốc độ 560 km/h, tầm bay 2.500 km và tải trọng chiến đấu 800 kg, có lẽ là không có máy bay Nhật nào khác so sánh được. Kiểu máy bay tiêu biểu sử dụng cho loại nhiệm vụ này thường là chiếc Zero, hoàn toàn không đạt được các tính năng bay như vậy.

### Trận chiến quần đảo Marianas
Trong trận chiến quần đảo Marianas những chiếc DY4 bị máy bay tiêm kích của Mỹ ngăn cản và bắn hạ khá nhiều. Tốc độ của D4Y tuy đủ nhanh để tránh né những chiếc F4F Wildcat, nhưng không đủ nhanh đối với những chiếc F6F Hellcat. Số máy bay của Nhật khá tương xứng vào năm 1943, nhưng những chuyển biến nhanh chóng về phương tiện chiến tranh của Mỹ trong năm 1944 (đặc biệt là việc đưa vào sử dụng những lớp tàu sân bay Essex với số lượng lớn) đã bỏ họ khá xa, trong khi những phi công Nhật thiếu kinh nghiệm lại là một bất lợi nữa.
Lực lượng Đặc nhiệm 58 của Mỹ trước tiên hết đã tấn công các sân bay và tiêu diệt lực lượng không quân trên bộ tại Philippines, trước khi tiếp chiến lực lượng không lực của Hải quân Nhật - kết quả mà người Mỹ gọi là "Cuộc săn vịt trời Marianas vĩ đại" (The Great Marianas Turkey Shoot) với 400 máy bay Nhật bị bắn hạ chỉ trong vòng một ngày. Một chiếc Hellcat do Trung úy Alexander Vraciu lái đã bắn rơi sáu chiếc D4Y chỉ trong vòng vài phút.

### Trận Leyte và Philippines
D4Y được chuyển sang các hoạt động trên đất liền, nơi đó, cả phiên bản nguyên thủy lắp động cơ làm mát bằng nước và phiên bản mới hơn lắp động cơ bố trí hình tròn, đều tham chiến chống lại hạm đội Mỹ, và ghi được một số chiến công. Một trong số đó là đánh chìm chiếc tàu sân bay hạng nhẹ USS Princeton, bị ném trúng bất ngờ một hay hai trái bom từ một chiếc D4Y vào tháng 10 năm 1944. Những chiếc tàu sân bay khác cũng bị đánh trúng, bằng cả cách tấn công thông thường hay tấn công cảm tử kamikaze. Trong những trận không chiến tại Philippines không lực Nhật Bản sử dụng chiến thuật kamikaze lần đầu tiên, và ghi được nhiều điểm. D4Y từ phi đội (Kokutai) 761 có thể đã tham gia đánh trúng tàu sân bay hộ tống USS Kalinin Bay vào ngày 25 tháng 10 năm 1944 (ngày diễn ra trận chiến với hạm đội của Takeo Kurita), và ngày hôm sau đến phiên chiếc USS Suwannee, gây hư hại chúng, đặc biệt là chiếc sau, nhiều người chết hay bị thương, và nhiều máy bay bị phá hủy. Một tháng sau vào ngày 25 tháng 11, những chiếc USS Essex, USS Hancock, USS Intrepid và USS Cabot cũng bị kamikaze đánh trúng, hầu như là kiểu A6M và D4Y, với những thiệt hại nặng nề hơn. Những chiếc D4Y sử dụng trong những đợt tấn công này, thông thường hay cảm tử, đều thuộc các phi đội 601 và 653.

### Bảo vệ chính quốc
Khi Lực lượng Đặc nhiệm 58 Hoa Kỳ tiến đến phía nam Nhật Bản để tấn công các mục tiêu quân sự nhằm hỗ trợ cho cuộc tấn công sắp tới vào Okinawa, nhiều trận đánh lớn đã diễn ra gây thiệt hại nặng cho cả hai phía, và Hải quân Hoa Kỳ bị mất đi tính hầu như an toàn vốn có. Những tàu sân bay USS Enterprise và USS Yorktown bị hư hại bởi D4Y của Không đoàn 701 vào ngày 18 tháng 3 năm 1945. Sang ngày 19 tháng 3, chiếc USS Franklin trúng phải một chiếc D4Y khác, bất chấp hỏa lực phòng không dày đặc. Chiếc tàu sân bay bị tấn công bất ngờ trong khi đang chuẩn bị các nhiệm vụ tấn công, nên máy bay trên sàn đáp chính đang chất đầy vũ khí và nhiên liệu. Trên 50 máy bay bị phá hủy và 800 người bị giết, nhiều người chết do hơi ngạt của các đám cháy. Chiếc tàu bị hư hại nghiêm trọng đến nỗi nó phải ngưng phục vụ cho đến hết chiến tranh. Một chiếc D4Y khác đánh trúng tàu USS Wasp, một tàu sân bay hiện đại khác.
Ngày 12 tháng 4 năm 1945, một chiếc D4Y, trong khuôn khổ đợt Kikosui (cuộc tấn công cảm tử kamikaze hằng loạt lên Hải quân Hoa Kỳ trong trận tấn công Okinawa) số 2, đã đánh trúng chiếc USS Enterprise, gây một số thiệt hại. Trong đợt Kikosui số 6, ngày 11 tháng 5 năm 1945, chiếc USS Bunker Hill bị đánh trúng bởi một cặp máy bay (một số nguồn cho là kiểu Zero, trong khi các nguồn khác nhận diện chúng là D4Y) và bị bốc cháy. Gần 400 người bị giết và chiếc tàu bị loại ra khỏi vòng chiến đấu. Đây là chiếc tàu sân bay lớn thuộc lớp Essex thứ ba bị buộc phải ngưng hoạt động quay trở về Hoa Kỳ để được sửa chữa, chiếm 20% số tàu lớp Essex được chế tạo.
Một số chiếc D4Y trong thời gian này đã được sử dụng để cố gắng bắn hạ máy bay ném bom B-29, nhưng trần bay cao và những hoạt động ném bom ban đêm đã giới hạn hoạt động của chúng, và có ít điều được biết chắc chắn về các hoạt động của chúng. Đến khi chấm dứt chiến tranh, vẫn còn những chiếc D4Y tiếp tục hoạt động chống lại Hải quân Mỹ, và có lẽ những chiếc cuối cùng của chúng là mười một chiếc D4Y được tung ra trong một chiến dịch vào ngày 15 tháng 8 năm 1945. Do Phó Đô đốc Matome Ugaki chỉ huy, tất cả những chiếc máy bay này, ngoại trừ ba chiếc, đều bị bắn hạ hoặc rơi ngoài biển.

## Các phiên bản

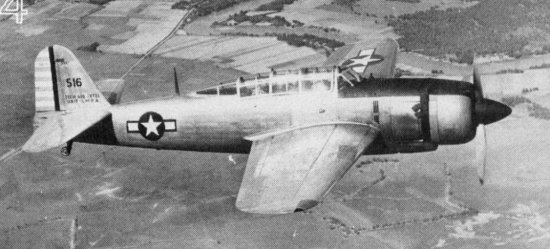
Một chiếc Yokosuka D4Y3 (Kiểu 33) "D4Y" tại căn cứ Không lực Hải quân Anacosta đang được nhân viên Trung tâm Tình báo Kỹ thuật Hàng không (TAIC) bay thử nghiệm sau chiến tranh

D4Y1
Nguyên mẫu và lô sản xuất hằng loạt đầu tiên của kiểu máy bay ném bom bổ nhào.
D4Y1-C
Phiên bản trinh sát được sản xuất tại xưởng của Aichi ở Nagoya.
D4Y1 KAI
Phiên bản máy bay ném bom bổ nhào với trang bị để phóng từ tàu sân bay.
D4Y2 Kiểu 12
Gắn động cơ thẳng hàng Aichi AE1P Atsuta 32 (là kiểu động cơ Daimler-Benz DB 601 được chế tạo theo giấy phép nhượng quyền) công suất 1.400 mã lực (1.044 kW).
D4Y2-C
Phiên bản trinh sát của kiểu D4Y2.
D4Y2 KAI Kiểu 22
Phiên bản D4Y2 với trang bị để phóng từ tàu sân bay.
D4Y2a Kiểu 12A
Phiên bản D4Y2 với súng máy 7,92 mm Kiểu 1 bắn từ khoang lái sau được thay bằng súng máy 13 mm Kiểu 2.
D4Y2-Ca
Phiên bản trinh sát của kiểu D4Y2a.
D4Y2a KAI Kiểu 22A
Phiên bản D4Y2a với trang bị để phóng từ tàu sân bay.
D4Y2-S Suisei-E
Phiên bản máy bay tiêm kích bay đêm, thiết bị ném bom được thay bằng pháo 20 mm Kiểu 99 Mark 2 gắn tại khoang lái xạ thủ phía sau.
D4Y3 Kiểu 33
Gắn động cơ Mitsubishi MK8P Kinsei 62 14-xy lanh bố trí hình tròn hai hàng công suất 1.560 mã lực (1.163 kW).
D4Y3a Kiểu 33A
Phiên bản D4Y3 với súng máy 7,92 mm Kiểu 1 bắn từ khoang lái sau được thay bằng súng máy 13 mm Kiểu 2.
D4Y4 Kiểu 43 Tấn công Ném bom Đặc biệt
Phiên bản kamikaze một chỗ ngồi trang bị bom 800 kg và 3 rocket hỗ trợ cất cánh từ đường băng ngắn và gia tốc bổ nhào giai đoạn cuối.
D4Y5 Kiểu 54
Phiên bản dự định gắn động cơ Nakajima JK9C Homare 12 bố trí hình tròn công suất 1.825 mã lực (1.361 kW), cánh quạt 4 cánh kim loại tốc độ không đổi và bổ sung vỏ giáp cho đội bay và các thùng nhiên liệu.

## Các nước sử dụng
Nhật Bản
- Hải quân Đế quốc Nhật Bản

 Hoa Kỳ
- Hải quân Hoa Kỳ sử dụng những chiếc máy bay chiếm được để đánh giá.

## Đặc điểm kỹ thuật (D4Y2)

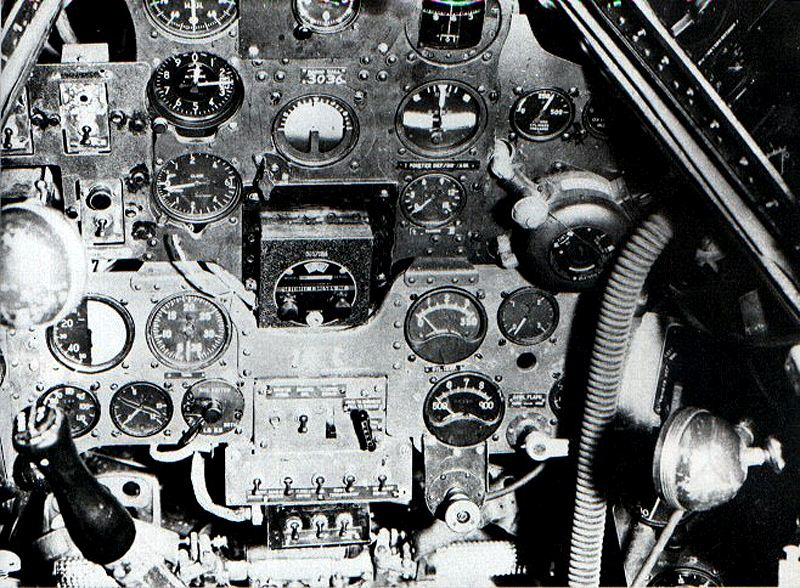
Bảng điều khiển của một chiếc Yokosuka D4Y4

### Đặc tính chung
- Đội bay: 02 người (phi công; điện báo viên/xạ thủ súng máy)
- Chiều dài: 10,22 m (33 ft 6 in)
- Sải cánh: 11,50 m (37 ft 9 in)
- Chiều cao: 3,74 m (12 ft 3 in)
- Diện tích bề mặt cánh: 23,6 m² (254 ft²)
- Áp lực cánh: 180 kg/m² (37 lb/ft²)
- Trọng lượng không tải: 2.440 kg (5.379 lb)
- Trọng lượng có tải: 4.250 kg (9.370 lb)
- Động cơ: 1 x động cơ Aichi Atsuta AEIA 32, công suất 1.400 mã lực (1.044 kW)

### Đặc tính bay
- Tốc độ lớn nhất: 550 km/h (342 mph)
- Tầm bay tối đa: 1.465 km (910 mi)
- Trần bay: 10.700 m (35.105 ft)
- Tỉ lệ công suất/khối lượng: 0,25 kW/kg (0,15 hp/lb)

### Vũ khí
- 2 x súng máy 7,7 mm bắn ra phía trước 7.7 mm machine guns
- 1 x súng máy 7,92 mm bắn ra phía sau 7.92 mm machine gun
- 800 kg (1.765 lb) bom

## Nội dung liên quan

### Máy bay liên quan
- Heinkel He 118

### Máy bay tương tự
- Aichi D3A
- Blackburn Skua
- Breda Ba.65
- Curtiss SB2C Helldiver
- Douglas SBD Dauntless
- Fairey Barracuda
- Heinkel He 118
- Junkers Ju 87
- Vultee Vengeance

### Trình tự thiết kế
D1A - D2A - D3A - D4Y - D5Y

### Danh sách liên quan
- Danh sách máy bay chiến đấu
- Danh sách máy bay quân sự Nhật Bản
- Danh sách máy bay trong Chiến tranh Thế giới II
- Danh sách máy bay ném bom